# Dunărea Galați în sezonul 1978-1979
Sezonul 1978-1979  se încheie cu promovarea echipei în Liga I, acest merit îl au fără discuție cei doi antrenori Mircea Nedelcu și Dumitru Boieru care au ajutat echipa să rămână măcar două sezoane în Liga I dacă nu se putea mai mult sau nu se poate mai mult. 

## Echipă
| Nr. |         | Poziție | Jucător            |
| --- | ------- | ------- | ------------------ |
| -   | România | P       | Vasile Oană        |
| -   | România | P       | Ilie Hagioglu      |
| -   | România | F       | Constantin Țolea   |
| -   | România | F       | Nicușor Vlad       |
| -   | România | F       | Mihai Olteanu      |
| -   | România | F       | Eugen Stoicescu    |
| -   | România | M       | Viorel Haiduc      |
| -   | România | M       | Radu Moțoc         |
| -   | România | M       | Ion Constantinescu |
| -   | România | M       | Nicolae Burcea     |
| -   | România | M       | Mihail Majearu     |
| -   | România | M       | Costel Orac        |
| -   | România | M       | Ene Aret           |
| -   | România | A       | Sorin Balaban      |
| -   | România | A       | Constantin Bezman  |
| -   | România | A       | Ion Oblemenco      |
| -   | România | A       | Dan Radu           |
| -   | România | A       | Valentin Cramer    |

## Transferuri

### Sosiri
| Post | Jucător | De la echipa | Suma de transfer | Dată |  | ---- |
| ---- | ------- | ------------ | ---------------- | ---- |  | ---- |

### Plecări
| Post | Jucător | De la echipa | Suma de transfer | Dată |  | ---- |
| ---- | ------- | ------------ | ---------------- | ---- |  | ---- |

Clasamentul după 34 de etape se prezintă astfel:

## Seria II

### Rezultate
| Victorii | Egaluri | Înfrângeri | Cea mai mare victorie | Cea mai mare înfrangere |

### Sezon intern
| 1 | Dinamo București | FCM Galați      |  | 3-1 |
| 2 | FCM Galați       | FC Bihor Oradea |  | 2-0 |
| 3 | FCM Galați       | Jiul Petroșani  |  | 2-1 |